# Tambon
Tambon (thailändisch ตำบล) sind Verwaltungseinheiten der dritthöchste Ebene in Thailand. Sie sind unterhalb der Amphoe (‚Landkreise‘) angesiedelt. In englischsprachigen Publikationen wird Tambon mit sub-district, also „Unterbezirk“, übersetzt. Auf Deutsch können sie auch als „Gemeinden“ bezeichnet werden. Anders als Gemeinden in den deutschsprachigen Ländern dienen sie aber nicht der kommunalen Selbstverwaltung, sondern lediglich als lokale Ausführungsorgane der Zentralregierung.
Die Tambon werden von einem Kamnan geleitet, der auf fünf Jahre von den Oberhäuptern der in dem jeweiligen Tambon gelegenen Muban (‚Dörfer‘) gewählt wird. Der Kamnan ist im Auftrag der Zentralregierung für die Aufrechterhaltung von Recht und Ordnung, öffentlicher Sicherheit, Vorbeugung und Bekämpfung von Katastrophen und Krankheiten, Bevölkerungsregistrierung und Umsetzung von Entwicklungsprojekten in seiner Gemeinde zuständig. Dabei wird er vom Hauptmann des Amphoe beaufsichtigt und bekommt vom Innenministerium eine monatliche Aufwandsentschädigung.
In der Hauptstadt Bangkok gibt es keine Tambon. Die entsprechende Verwaltungsebene heißt dort Khwaeng (แขวง), die unterhalb der Khet (เขต – vergleichbar den Amphoe) stehen.
Am 31. Dezember 2012 gab es 7.255 Tambon, die weiter in 74.963 Muban unterteilt sind. In Bangkok gibt es 154 Khwaeng.

## Abgrenzung von Thesaban und TAO
Tambon, die auf dem Gebiet einer Thesaban (‚Kommune‘) liegen, haben keinen Kamnan und erfüllen keine verwaltungstechnische Funktion. Anders als die Tambon besitzen die Thesaban gewählte Räte und Bürgermeister und verfügen über einen gewissen Grad der Autonomie.
Für ländliche Tambon, die zu keiner Thesaban gehören, sind seit 1994 „Tambon-Verwaltungsorganisationen“ (thailändisch องค์การบริหารส่วนตำบล, kurz อบต., Ongkan Borihan suan Tambon; englisch Tambon Administrative Organization, TAO) eingerichtet. Anders als der Name nahelegt und auch wenn ihr Zuständigkeitsbereich oft (aber nicht immer) deckungsgleich mit je einem Tambon ist, sind sie organisatorisch kein Bestandteil der Verwaltungseinheit Tambon. Wie die Thesaban verfügen die TAO über einen direkt von der Bevölkerung gewählten Rat und können (bzw. müssen) bestimmte lokale Angelegenheiten eigenverantwortlich regeln. Gesetzlich sind ihnen bestimmte Pflichtaufgaben übertragen, weitere Aufgaben können sie freiwillig übernehmen.